# Chloroclysta perfuscata
Chloroclysta perfuscata är en fjärilsart som beskrevs av Franz Dannehl 1933. Chloroclysta perfuscata ingår i släktet Chloroclysta och familjen mätare. Inga underarter finns listade i Catalogue of Life.